# الإسلام في كولومبيا
الإسلام في كولومبيا، وطأت أقدام المسلمين بلاد أمريكا الجنوبية منذ فترة طويلة من خلال رحلات مسلمي قرطبة في المحيط الأطلسي، التي استفاد منها (كولومبوس) فيما بعد، والتي ذكرها المسعودي في كتابه (مروج الذهب) الذي كُتِب عام 956م، وذكر أن الإسلام دخل إلى أمريكا اللاتينية ومنها كولومبيا منذ اكتشاف أمريكا في القرن الخامس عشر، مع العبيد الذين جُلبُوا من شمال وشرق أفريقيا، وقد استقر أغلبهم في البرازيل، ثم انتشروا في باقي أنحاء أمريكا الشمالية والجنوبية.

## دخول الإسلام
تعود البداية إلى الوجود الإسلامي بالأندلس، ولقد اهتم الكولومبيون بحضارة الإسلام بالأندلس، وعندما ضعفت قبضة الكنيسة على السكان بعد استقلال البلاد وصلت الشجاعة ببعض الكتاب إلى أن يفتخروا ويشيدوا بالحضارة الإسلامية، وتحدث بعضهم باللغة العربية، وفي النصف الثاني من القرن الماضي في أعقاب الحرب العالمية الأولى، اتجهت إليها بعض الهجرات العربية، وكان معظم المهاجرين من بلاد الشام، وازدادت الهجرات العربية بعد الحرب العالمية الثانية.

## العدد وأماكن الانتشار
قال مركز بيو للأبحاث عام 2018، يتراوح عدد السكان المسلمين من حوالي 85,000 إلى 100,000 شخص من إجمالي عدد السكان البالغ 50.4 مليون نسمة. ووفقًا للتقديرات الرسمية، بلغ عدد الجالية المسلمة الكولومبية 10000 شخص فقط أو 0.02% من إجمالي السكان الكولومبيين. معظم المسلمين الكولومبيين هم مهاجرون من العالم العربي إلى جانب عدد قليل من السكان المحليين. وتعيش أغلب الجاليات المسلمة في العاصمة بوغاتا ومياكو، وكذلك في مدينة برانكيلا، وفي كالي، أما أكبر تجمع للمسلمين في كولومبيا يوجد في مدينة ميكاو.

هناك عدد من الجاليات الإسلامية في كولومبيا، أهمها، حسب حجمها، توجد في بوغوتا ومايكاو وبوينافنتورا. وتوجد أيضًا مراكز إسلامية في سان أندريس، ومقاطعة نارينيو، وسانتا مارتا، وقرطاجنة . وتوجد أيضًا مدارس إسلامية ابتدائية وثانوية في بوغوتا ومايكاو . يوجد في مايكاو ثالث أكبر مسجد في القارة، مسجد عمر بن الخطاب. معظم المسلمين في كولومبيا هم من نسل المهاجرين العرب من سوريا ولبنان وفلسطين خلال أواخر القرن التاسع عشر إلى أوائل القرن العشرين.

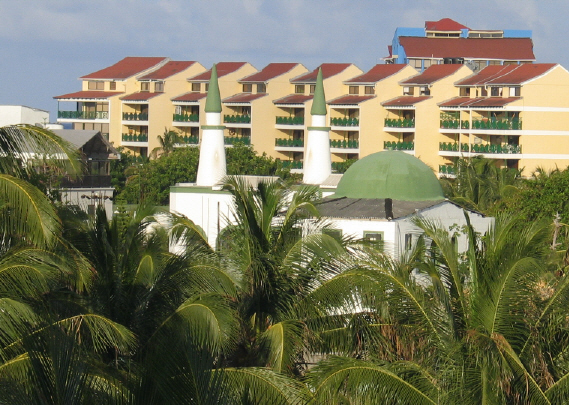
مسجد في سان اندرياس

## المساجد والمؤسسات الإسلامية
تأسس أول مركز إسلامي في كولومبيا في عام 1993م، وقد قام بتأسيسه الدكتور «خوليان أبرتوروزا أباتا» وهو مدير المركز؛ وذلك بعد 3 سنوات من إسلامه.
وهناك عدة مؤسسات خيرية ومنظمات الإسلامية وعدة مساجد، مثل: مسجد بلال، ومسجد الجمعية الخيرية الإسلامية في برانكيا، ومسجد ذي النورين عثمان بن عفان، والجمعية الخيرية في بيدوبار، ومسجد مياكو، والمدارس الإسلامية مثل
مدرسة دار الأرقم والمدرسة العربية الكولومبية، ومدرسة مياكو.

## المشاكل والمعاناة
يواجه المسلمون في كولومبيا العديد من المشاكل، ويواجه المسلمون خطر الذوبان والانقراض، بسبب الإقبال على الزواج من غير المسلمات، في ظل ظروف صعبة يواجهونها، وعداء من بعض الطوائف الدينية المتعصبة.